# 福德巴·凱塔
福德巴·凱塔（法語：Fodéba Keïta；1921年1月19日—1969年5月27日），是一名幾內亞舞蹈家、音樂家、作者、編劇、作曲家及政治人物。他是非洲第一個職業劇團的創辦人，也是幾內亞國歌《自由》的作曲者。

## 生平
凱塔之父是一名護士。凱塔早年在威廉·蓬蒂師範學校接受教育，其後到巴黎繼續學業，修讀法律系。1948年，他在巴黎創立了南方爵士樂隊。在1940年代末，他創立了非洲第一個職業芭蕾舞團（即後來的非洲芭蕾舞團）。該團後來在非洲各地巡迴演出達六年之久，並得到時任塞內加爾總統利奧波德·塞達爾·桑戈爾的賞識。透過凱塔的樂團和文藝作品，曼德人的文化傳統得以揚名海外。
他後來回到了祖國幾內亞，並在1950年出版了詩集《非洲詩選》、1952年出版了小說《學校老師》。1957年，他編寫並出演了《非洲的黎明》。該作品描述了一名非洲戰士納芒為宗主國法國而戰，在歐洲戰場建功立業，後來回到非洲卻被當地白人警察槍殺的故事。該作品因其激進及反殖民本質而遭法屬西非封杀。
作為非洲民主聯盟的活躍份子，凱塔自1956年起和後來成為幾內亞首任總統的艾哈邁德·塞古·杜爾過從甚密，因此踏上參政之路。1957年當選國民會議議員。1961年，他獲任命為幾內亞國防部長。任內雖然破獲了數起針對總統艾哈邁德·塞古·杜爾的政變，但因疑似在1969年2月的政變中共謀，而被送往凱塔本人有份營建的博羅伊集中營。凱塔在獄中遭酷刑對待。
1969年5月27日，凱塔在沒有審訊的情況下遭槍斃。